# Strada nazionale 50 Emilia
La strada nazionale 50 Emilia era una strada nazionale del Regno d'Italia, che congiungeva Piacenza a Rimini, ricalcando il percorso dell'antica Via Emilia.
Venne istituita nel 1923 con il percorso "Piacenza - Bologna - Forlì - Rimini".
Nel 1928, in seguito all'istituzione dell'Azienda Autonoma Statale della Strada (AASS) e alla contemporanea ridefinizione della rete stradale nazionale, il suo tracciato costituì il tratto iniziale della strada statale 9 Via Emilia.